# 4742 Caliumi
4742 Caliumi è un asteroide della fascia principale. Scoperto nel 1986, presenta un'orbita caratterizzata da un semiasse maggiore pari a 2,4104522 UA e da un'eccentricità di 0,2670652, inclinata di 22,26486° rispetto all'eclittica.
Scoperto il 26 novembre 1986 dall'equipe dell'Osservatorio San Vittore, a Bologna. Designato provvisoriamente come 1986 WG. È stato chiamato Caliumi in onore dell'astronomo italiano Ferdinando Caliumi, costruttore e restauratore di telescopi astronomici.